# Igor Smolnikov
Igor Aleksandrovitsj Smolnikov (Russisch: Игорь Александрович Смольников) (Kamensk-Oeralski, 8 augustus 1988) is een Russisch voetballer die doorgaans als rechtsback speelt. Hij verruilde FK Krasnodar in augustus 2013 voor FK Zenit Sint-Petersburg. Smolnikov debuteerde in 2013 in het Russisch voetbalelftal.

## Clubcarrière
Smolnikov speelde in de jeugd bij Lokomotiv Moskou en Torpedo Moskou. In 2006 maakte hij zijn profdebuut voor Torpedo. In 2008 keerde hij terug bij Lokomotiv Moskou om vervolgens viermaal uitgeleend te worden. Tussen 2009 en 2012 werd hij uitgeleend aan FK Oeral, FK Tsjita, Zjemtsjoezjina Sotsji en FK Rostov. In 2012 werd hij voor 2,5 miljoen euro getransfereerd naar FK Krasnodar, waar hij tijdens het seizoen 2012/13 zodanig veel indruk maakte dat Zenit Sint-Petersburg hem al na één jaar wegkocht voor een bedrag van zes miljoen euro. Smolnikov tekende een vijfjarig contract bij Zenit. Hij speelde na enkele wedstrijden 77-voudig international Aleksandr Anjoekov uit de basis.

## Interlandcarrière
Smolnikov werd op 4 oktober 2013 voor het eerst opgeroepen voor het Russisch voetbalelftal door bondscoach Fabio Capello voor de WK-kwalificatiewedstrijden tegen Luxemburg en Azerbeidzjan. Hij maakte uiteindelijk zijn debuut in de nationale ploeg op 19 november 2013 in de vriendschappelijke wedstrijd tegen Zuid-Korea, die Rusland met 2–1 won dankzij treffers van Fjodor Smolov en Dmitri Tarasov. Ook zijn Zenit-clubgenoot en doelman Joeri Lodygin maakte in die wedstrijd voor het eerst zijn opwachting in de nationale A-ploeg. Op 21 mei 2016 werd Smolnikov opgenomen in de Russische selectie voor het Europees kampioenschap voetbal 2016 in Frankrijk. Daar werd de selectie onder leiding van bondscoach Leonid Sloetski in de groepsfase uitgeschakeld na een gelijkspel tegen Engeland (1–1) en nederlagen tegen Slowakije (1–2) en Wales (0–3). Smolnikov nam in juni 2017 met gastland Rusland deel aan de FIFA Confederations Cup 2017, waar het in de groepsfase werd uitgeschakeld. In mei 2018 werd hij door bondscoach Stanislav Tsjertsjesov geselecteerd voor de definitieve Russische selectie voor het wereldkampioenschap in eigen land.
| Interlands van Igor Smolnikov voor Rusland | Interlands van Igor Smolnikov voor Rusland | Interlands van Igor Smolnikov voor Rusland | Interlands van Igor Smolnikov voor Rusland | Interlands van Igor Smolnikov voor Rusland | Interlands van Igor Smolnikov voor Rusland |                                      |
| Nr.                                        | Datum                                      | Wedstrijd                                  | Uitslag                                    | Competitie                                 | Goals                                      |                                      |
| Als speler bij Zenit Sint-Petersburg       | Als speler bij Zenit Sint-Petersburg       | Als speler bij Zenit Sint-Petersburg       | Als speler bij Zenit Sint-Petersburg       | Als speler bij Zenit Sint-Petersburg       | Als speler bij Zenit Sint-Petersburg       | Als speler bij Zenit Sint-Petersburg |
| ------------------------------------------ | ------------------------------------------ | ------------------------------------------ | ------------------------------------------ | ------------------------------------------ | ------------------------------------------ | ------------------------------------ |
| 1.                                         | 19 november 2013                           | Rusland – Zuid-Korea                       | 2 – 1                                      | Vriendschappelijk                          |                                            |                                      |
| 2.                                         | 3 september 2014                           | Rusland – Azerbeidzjan                     | 4 – 0                                      | Vriendschappelijk                          |                                            |                                      |
| 3.                                         | 8 september 2014                           | Rusland – Liechtenstein                    | 4 – 0                                      | Kwalificatie EK 2016                       |                                            |                                      |
| 4.                                         | 9 oktober 2014                             | Zweden – Rusland                           | 1 – 1                                      | Kwalificatie EK 2016                       |                                            |                                      |
| 5.                                         | 27 maart 2015                              | Montenegro – Rusland                       | 0 – 3                                      | Kwalificatie EK 2016                       |                                            |                                      |
| 6.                                         | 7 juni 2015                                | Rusland – Wit-Rusland                      | 4 – 2                                      | Vriendschappelijk                          |                                            |                                      |
| 7.                                         | 14 juni 2015                               | Rusland – Oostenrijk                       | 0 – 1                                      | Kwalificatie EK 2016                       |                                            |                                      |
| 8.                                         | 5 september 2015                           | Rusland – Zweden                           | 1 – 0                                      | Kwalificatie EK 2016                       |                                            |                                      |
| 9.                                         | 8 september 2015                           | Liechtenstein – Rusland                    | 0 – 7                                      | Kwalificatie EK 2016                       |                                            |                                      |
| 10.                                        | 9 oktober 2015                             | Moldavië – Rusland                         | 1 – 2                                      | Kwalificatie EK 2016                       |                                            |                                      |
| 11.                                        | 26 maart 2016                              | Rusland – Litouwen                         | 3 – 0                                      | Vriendschappelijk                          |                                            |                                      |
| 12.                                        | 29 maart 2016                              | Frankrijk – Rusland                        | 4 – 2                                      | Vriendschappelijk                          |                                            |                                      |
| 13.                                        | 1 juni 2016                                | Tsjechië – Rusland                         | 2 – 1                                      | Vriendschappelijk                          |                                            |                                      |
| 14.                                        | 5 juni 2016                                | Rusland – Servië                           | 1 – 1                                      | Vriendschappelijk                          |                                            |                                      |
| 15.                                        | 11 juni 2016                               | Engeland – Rusland                         | 1 – 1                                      | EK 2016                                    |                                            |                                      |
| 16.                                        | 15 juni 2016                               | Rusland – Slowakije                        | 1 – 2                                      | EK 2016                                    |                                            |                                      |
| 17.                                        | 20 juni 2016                               | Rusland – Wales                            | 0 – 3                                      | EK 2016                                    |                                            |                                      |
| 18.                                        | 9 oktober 2016                             | Rusland – Costa Rica                       | 3 – 4                                      | Vriendschappelijk                          |                                            |                                      |
| 19.                                        | 5 juni 2017                                | Hongarije – Rusland                        | 0 – 3                                      | Vriendschappelijk                          |                                            |                                      |
| 20.                                        | 9 juni 2017                                | Rusland – Chili                            | 1 – 1                                      | Vriendschappelijk                          |                                            |                                      |
| 21.                                        | 24 juni 2017                               | Rusland – Mexico                           | 2 – 1                                      | Confederations Cup                         |                                            |                                      |
| 22.                                        | 11 november 2017                           | Rusland – Argentinië                       | 0 – 1                                      | Vriendschappelijk                          |                                            |                                      |
| 23.                                        | 14 november 2017                           | Rusland – Spanje                           | 3 – 3                                      | Vriendschappelijk                          |                                            |                                      |
| 24.                                        | 23 maart 2018                              | Rusland – Brazilië                         | 0 – 3                                      | Vriendschappelijk                          |                                            |                                      |
| 25.                                        | 27 maart 2018                              | Rusland – Frankrijk                        | 1 – 3                                      | Vriendschappelijk                          |                                            |                                      |
| 26.                                        | 30 mei 2018                                | Oostenrijk – Rusland                       | 1 – 0                                      | Vriendschappelijk                          |                                            |                                      |
| 27.                                        | 5 juni 2018                                | Rusland – Turkije                          | 1 – 1                                      | Vriendschappelijk                          |                                            |                                      |
| 28.                                        | 25 juni 2018                               | Uruguay – Rusland                          | 3 – 0                                      | WK 2018                                    |                                            |                                      |

Bijgewerkt op 12 juli 2018.